# 國武愛美
國武 愛美（くにたけ あいみ、1997年1月10日 - ）は、熊本県上益城郡矢部町（現在の山都町）出身の女子サッカー選手。マイナビ仙台レディース所属。ポジションはディフェンダー。

## 経歴・人物

### ユース
小学校時代は地元の矢部FCジュニアでサッカーを始め、中学校年代では熊本市のメルサ熊本FCに所属した。
中学校卒業と同時に熊本を離れ、兵庫県の高校女子サッカーの名門校である日ノ本学園高等学校へ進学。高校時代には2年次の平成25年度全国高等学校総合体育大会で村田女子高等学校との同時優勝、第22回全日本高等学校女子サッカー選手権大会では藤枝順心高等学校との決勝戦で先発フル出場して日ノ本学園高等学校を2度目の優勝に導く。高校3年次の第23回全日本高等学校女子サッカー選手権大会では全試合先発出場し、決勝戦の常盤木学園高等学校戦では決着がPK戦に持ち込まれ、國武が3番目のキッカーとしてゴールを成功させるなど前年度に続く2年連続優勝を果たし、大会ベストイレブンに選出された。
2015年4月に武蔵丘短期大学へ進学し、女子サッカー部に所属。大学では1年・2年とセンターバックのレギュラーとしてプレーした。

### シニア
2017年、短大卒業と同時にノジマステラ神奈川相模原へ入団。同年3月26日のなでしこリーグ開幕戦のINAC神戸レオネッサ戦（御崎公園球技場）に先発出場してデビューを果たした 。
2020年、マイナビベガルタ仙台レディースに移籍。
2023-24シーズンよりキャプテンを務め、同年のWEリーグ開幕初ゴールを決めた。しかし、前年まで5位、4位と上り調子だったチームをまとめ上げる事は出来ずにキャプテン1年目は10位、翌年は最下位と大きく下降させた一員となってしまった。

### 代表
2018年7月、2018 トーナメント・オブ・ネイションズに出場するサッカー日本女子代表に初召集され、29日のブラジル戦でA代表初出場を果たした。

## 個人成績

### クラブ
| 国内大会個人成績 | 国内大会個人成績               | 国内大会個人成績 | 国内大会個人成績 | 国内大会個人成績 | 国内大会個人成績 | 国内大会個人成績 | 国内大会個人成績 | 国内大会個人成績 | 国内大会個人成績 | 国内大会個人成績 | 国内大会個人成績 |
| 年度             | クラブ                         | 背番号           | リーグ           | リーグ戦         | リーグ戦         | リーグ杯         | リーグ杯         | オープン杯       | オープン杯       | 期間通算         | 期間通算         |
| 年度             | クラブ                         | 背番号           | リーグ           | 出場             | 得点             | 出場             | 得点             | 出場             | 得点             | 出場             | 得点             |
| 日本             | 日本                           | 日本             | 日本             | リーグ戦         | リーグ戦         | リーグ杯         | リーグ杯         | 皇后杯           | 皇后杯           | 期間通算         | 期間通算         |
| ---------------- | ------------------------------ | ---------------- | ---------------- | ---------------- | ---------------- | ---------------- | ---------------- | ---------------- | ---------------- | ---------------- | ---------------- |
| 2013             | 日ノ本学園高校                 | 16               | -                | -                | -                | -                | -                | 0                | 0                | 0                | 0                |
| 2014             | 日ノ本学園高校                 | 3                | -                | -                | -                | -                | -                | 1                | 0                | 1                | 0                |
| 2017             | ノジマステラ神奈川相模原       | 5                | なでしこ1部      | 18               | 0                | 8                | 0                | 4                | 0                | 30               | 0                |
| 2018             | ノジマステラ神奈川相模原       | 5                | なでしこ1部      | 18               | 1                | 8                | 0                | 2                | 0                | 28               | 1                |
| 2019             | ノジマステラ神奈川相模原       | 5                | なでしこ1部      | 18               | 0                | 9                | 0                | 3                | 0                | 30               | 0                |
| 2020             | マイナビベガルタ仙台レディース | 14               | なでしこ1部      | 17               | 0                | -                | -                | 4                | 0                | 21               | 0                |
| 2021-22          | マイナビ仙台レディース         | 14               | WE               | 19               | 0                | -                | -                | 1                | 0                | 20               | 0                |
| 2022-23          | マイナビ仙台レディース         | 5                | WE               | 20               | 0                | 5                | 0                | 1                | 0                | 26               | 0                |
| 2023-24          | マイナビ仙台レディース         | 5                | WE               | 22               | 1                | 4                | 0                | 2                | 0                | 28               | 1                |
| 2024-25          | マイナビ仙台レディース         | 5                | WE               | 20               | 0                | 3                | 0                | 2                | 0                | 25               | 0                |
| 通算             | 日本                           | 日本             | 1部              | 152              | 2                | 37               | 0                | 19               | 0                | 208              | 2                |
| 通算             | 日本                           | 日本             | その他           | -                | -                | -                | -                | 1                | 0                | 1                | 0                |
| 総通算           | 総通算                         | 総通算           | 総通算           | 152              | 2                | 37               | 0                | 20               | 0                | 209              | 2                |

- 日本女子サッカーリーグ
  - 初出場 - 2017年3月26日 なでしこリーグ1部 第1節 INAC神戸レオネッサ戦 (ノエビアスタジアム神戸)
  - 初得点 - 2018年9月30日 なでしこリーグ1部 第13節 AC長野パルセイロ・レディース戦 (長野Uスタジアム)

- WEリーグ
  - 初出場 - 2021年9月12日 第1節 ノジマステラ神奈川相模原戦 (ユアテックスタジアム仙台)[13]
  - 初得点 - 2023年11月11日 第1節 ちふれASエルフェン埼玉戦 (熊谷スポーツ文化公園陸上競技場)[13]

- 国内リーグ戦通算100試合出場 - 2023年3月26日 2022-23 WEリーグ 第12節 日テレ・東京ヴェルディベレーザ戦 (ユアテックスタジアム仙台)

### 代表
- 2018年7月29日 - 日本女子代表初出場 -  ブラジル戦 (2018 トーナメント・オブ・ネイションズ（英語版）)

#### 主な選出歴
- U-17日本女子代表候補[7]
- 日本女子代表
  - 2018 トーナメント・オブ・ネイションズ（英語版）
  - 第18回アジア競技大会

#### 試合数
| 日本代表 | 国際Aマッチ | 国際Aマッチ |
| 年       | 出場        | 得点        |
| -------- | ----------- | ----------- |
| 2018     | 3           | 0           |
| 通算     | 3           | 0           |

2018年8月28日現在

#### 出場試合
| # | 開催日        | 開催都市               | スタジアム                                   | 対戦国   | 結果  | 監督     | 大会                                  | 出典 |
| - | ------------- | ---------------------- | -------------------------------------------- | -------- | ----- | -------- | ------------------------------------- | ---- |
| 1 | 2018年7月29日 | イーストハートフォード | プラット・アンド・ホイットニー・スタジアム   | ブラジル | ● 1-2 | 高倉麻子 | 2018 トーナメント・オブ・ネイションズ |      |
| 2 | 2018年8月21日 | パレンバン             | ブミ・ゲロラ・シュリーヴィジャヤ・スタジアム | タイ     | ○ 7-0 | 高倉麻子 | 第18回アジア競技大会                  |      |
| 3 | 2018年8月28日 | パレンバン             | ゲロラ・シュリーヴィジャヤ・スタジアム       | 韓国     | ○ 2-1 | 高倉麻子 | 第18回アジア競技大会                  |      |

## タイトル

### 代表
- 日本女子代表
  - アジア競技大会：1回（2018年）